# Der Große Preis
Der Große Preis war eine Quizsendung des ZDF, die von 1974 bis 1992 von Wim Thoelke moderiert wurde.
Die Verlegung von donnerstags auf samstags führte, verbunden mit dem Moderatorenwechsel, zu rapide nachlassenden Zuschauerzahlen und zur Einstellung der Sendereihe binnen eines Jahres. Eine Neuauflage in den Jahren 2002 und 2003 blieb nahezu unbeachtet.

## Moderation
Der Große Preis wurde moderiert von:
| Moderator/in             | Folgen | von        | bis        | Sendetag   | Sendebeginn | Sendeschluss | Hinweis |
| Wim Thoelke              | 219    | 05.09.1974 | 10.12.1992 | Donnerstag | 19:30 Uhr   | 20:50 Uhr    | *       |
| Wolfgang Lippert         | 1      | 04.04.1991 | 04.04.1991 | Donnerstag | 19:30 Uhr   | 20:50 Uhr    | **      |
| Hans-Joachim Kulenkampff | 6      | 09.01.1993 | 05.06.1993 | Samstag    | 19:25 Uhr   | 21:00 Uhr    |         |
| Carolin Reiber           | 6      | 10.07.1993 | 11.12.1993 | Samstag    | 19:25 Uhr   | 21:00 Uhr    |         |
| Marco Schreyl            | 12     | 31.01.2002 | 22.05.2003 | Donnerstag | 20:15 Uhr   | 21:15 Uhr    | ***     |

* nach jeweiligem Show-Ende wurde von 20:50 bis 21:00 Uhr die Kurzsendung Die große Hilfe – Eine Bilanz der Aktion Sorgenkind ausgestrahlt
** nur eine Folge – Vertretung für Wim Thoelke
*** die für den 20. März 2003 vorgesehene Folge fiel wegen des Irakkriegs aus

## Übergang vonDrei mal Neun
Der Große Preis folgte nahtlos der äußerst populären Donnerstagabend-Unterhaltungsshow Drei mal Neun und wurde dabei zu einem ebenso großen Erfolg. Die Unterschiede zum Vorgänger waren dabei: Drei mal Neun machte eine Sommerpause und erschien deswegen nur achtmal im Jahr. Der Große Preis indes lief das ganze Jahr hindurch, womit er es auf zwölf Folgen brachte. Trotzdem konnte Der Große Preis erheblich billiger produziert werden: Während Drei mal Neun als Wandershow von Stadt zu Stadt zog und aus großen Hallen übertragen wurde, stellte man Der Große Preis ausschließlich in einem Studio der Berliner Union-Film her. Die zur Sendung gehörende Multivisionswand ließ sich nicht zerlegen und infolgedessen auch nicht in eine andere Stadt transportieren. Anstatt der bisher bunten Mischung mit Showteil und Quiz stand jetzt das Quiz im Vordergrund. Zusammen mit dem Verzicht auf Orchester und Fernsehballett führten alle Änderungen zu günstigen Produktionskosten von etwa 250.000 DM je Folge.
Lange Zeit wurde Der Große Preis aufgezeichnet, erst ab der 150. Ausgabe am 12. Februar 1987 handelte es sich um eine Live-Sendung.

## Team (Ära Thoelke)

### Mitarbeiter
Zum Team gehörten ursprünglich Beate Hopf als Assistentin, Sigrid Müller als Protokollführerin, Marianne Prill zur Bedienung der Multivisionswand, Walter Spahrbier als Postbote, Janita Kühnl, Sylvia Bretschneider und der Notar Eberhard Gläser als Schiedsrichter.
Beate Hopf wurde in der ersten Ausgabe als Studentin der Theaterwissenschaften angekündigt. Ihr folgte in den 1980er Jahren Karoline Reinhardt. Den Schiedsrichter Eberhard Gläser empfanden die Zuschauer als übertrieben streng. Er ließ sogar einmal in der entscheidenden dritten  Runde eine korrekte Antwort nicht zu, weil der Kandidat zuvor eine falsche Antwort gegeben hatte, obwohl er sich auf der Stelle korrigiert hatte. So löste ihn dann 1984 der Berliner Rechtsanwalt und Notar Nils Clemm ab.

### Regie
Die Regie führte Georg Martin Lange.

## Kandidaten
Für jede Sendung wurden drei Kandidaten ausgewählt, die sich mit einem selbst ausgesuchten Spezialgebiet bewarben, mit dem sie aber nicht beruflich verbunden sein durften. Nach einer Bewerbung wurden Kandidaten zunächst am Telefon 70 Fragen gestellt, von denen 80 % richtig zu beantworten waren, um in die engere Auswahl zu gelangen. Später erfolgte in terminlicher Absprache mit dem Kandidaten noch eine telefonische Prüfung mit Fragen aus seinem Fachgebiet. Danach wurde bei einem Besuch im Studio in Berlin die abschließende Auswahl getroffen. Auch nach der Annahme konnte es noch einige Monate oder Jahre dauern, bis man in die Show eingeladen wurde oder die Einladung letztlich ausblieb.
Zu jedem Kandidaten lud man einen Experten ein, beispielsweise Professoren des betreffenden Fachgebiets. Einer der am häufigsten auftretenden Experten war der Professor für Populäre Kultur an der Universität Hildesheim, Hans-Otto Hügel, als Literatur- und Medienexperte. Zum Thema Coco Chanel kam Karl Lagerfeld. Zum Thema Ephraim Kishon kam als Experte Ephraim Kishon selbst, der zufällig in Deutschland auf der Frankfurter Buchmesse weilte.
Bei den Folgen mit Kulenkampff und Carolin Reiber gab es vier Kandidaten, von denen drei an der zweiten Runde teilnahmen.

## Organisatorisches
Zur Aufzeichnung der Sendung, die zwei Tage, später (z. B. 1985) einen Tag vor der Sendung stattfand, wurden die Kandidaten und ihre jeweiligen Experten in unterschiedlichen Hotels im Zentrum von Berlin (West) untergebracht, um Absprachen oder Gerüchte über solche zu vermeiden.
Bisweilen stand zum Zeitpunkt der Sendungsaufzeichnung ein Ersatzkandidat zur Verfügung für den Fall, dass ein gesetzter Kandidat vorfristig ausfällt. Auch dessen Experte war dann mit im Studio zugegen.
Das Honorar für jeden Kandidaten betrug z. B. 1985 je Folge 250 DM zuzüglich Reisespesen, außerdem waren die Kandidaten gegen Unfälle im Studio versichert.

## Ablauf (erste Studiodekoration, bis Ausgabe 149)

### Erste Quizrunde
In der ersten Runde kamen die Kandidaten nacheinander, um sich befragen zu lassen. Dazu standen sie neben Wim Thoelke, der ihnen fünf Fragen zu ihrem Themengebiet vorlas, für die es jeweils 200 DM gab. Häufig konnten die Kandidaten alle Fragen beantworten und so mit 1000 DM Grundkapital in die nächste Runde kommen. In den 1980er Jahren hatte man die Masterfrage eingeführt: Sie war vorab zu benennen und brachte dann 400 DM ein.
Vor der ersten Runde stellte Thoelke erst einmal nur seine Assistentin vor, um mit einem unverzüglichen Beginn das gleiche Tempo wie schon bei Drei mal Neun in die Sendung zu bringen.

### Zweite Quizrunde
Zuerst stellte Thoelke sein übriges Team vor, verbunden mit den Themengebieten der zweiten Runde. Dazu waren die Spalten der Multivisionswand jeweils mit einem Thema überschrieben. Es konnte beispielsweise Österreich, Habsburger oder Schiffe sein. Immer dabei: A bis Z. Die Felder einer Zeile trugen alle die gleiche Nummer, nämlich von oben nach unten 20, 40, 60, 80 und 100. Nur ein Feld in der Mitte war stattdessen mit einem Fragezeichen versehen. Jedes Feld stand für eine Frage. Die Kandidaten saßen in futuristisch anmutenden Kugeln aus Plexiglas.
Der Kandidat mit den meisten Punkten wählte das erste Feld aus. So hörte man etwa: „A bis Z 100 bitte!“, dann wurde die Frage vorgelesen. Ursprünglich durfte nur der auswählende Spieler antworten, was sich aber nicht bewährte, so dass man Meldeleuchten in die Kugeln einbaute. Konnte der Spieler nicht antworten, verlor er den Betrag, und die Frage wurde wieder freigegeben. Bei korrekter Antwort durfte er das nächste Feld auswählen.
Die Fragen folgten vor allem dem humanistischen Bildungsideal. Themen wie Geschichte und Geographie kamen häufig und mit schwierigen Fragen vor, Naturwissenschaften und vor allem Technik spielten nur eine untergeordnete Rolle, wobei sich die wenigen Fragen leicht beantworten ließen.
Unter den Fragefeldern gab es einige besondere:
Joker
Der Joker schenkte dem Kandidaten 100 Mark, auf dem Feld erschien ein im Gras dösender Wum.
Risiko-Frage
Die Risiko-Frage löste eine Studioverdunklung aus, wobei sich auf der Multivision ein großes Bild zusammensetzte, mit dem Schriftzug „Risiko“ in verschiedenen Größen. Anschließend nannte Thoelke die Spielstände, welche auch auf dem Bildschirm erschienen, und fragte nach dem Einsatz. Der Kandidat musste einen Teil seines Guthabens setzen und dann innerhalb von dreißig Sekunden eine Frage beantworten.
Glücksfrage
Die Glücksfrage brachte 500 Mark, weswegen auf dem Feld ein Kleeblatt mit einer 500 in der Mitte zu einer Erkennungsmelodie erschien. Die Frage konnte nicht weitergegeben werden, und man konnte mit ihr kein Geld verlieren.
Fritze Flink
Bei einer Frage erschien Wolfgang Gruner als Berliner Taxifahrer Fritze Flink im Studio. Er erzählte im hohen Tempo eine Begebenheit, welche mit den Worten „… und nu frage ick Sie …“  in eine Frage an die drei Kandidaten mündete.
Gruner trat über hundertmal in der Show auf und eilte dafür von einer Vorstellung der Kabarettgruppe Die Stachelschweine herbei, zu deren Ensemble er gehörte.
?
Das Feld ? musste zuletzt ausgewählt werden. Dann folgte eine aufwendigere Darbietung auf der Bühne (etwa ein Gesangsbeitrag eines eingeladenen Künstlers), woran sich die letzte Frage der Runde anschloss, oder umgekehrt. 1978 kam es zu einem Auftritt der Gruppe The Teens, der ihnen erstmals überregionale Wahrnehmung verschaffte.

### Dritte Quizrunde
Der Kandidat mit dem niedrigsten Spielstand kam als erstes an die Reihe, er durfte aus drei Umschlägen seine dreiteilige Frage (ursprünglich war es nur eine einteilige Frage) zu seinem Fachgebiet auswählen und musste sie binnen sechzig Sekunden beantworten. Anschließend bewertete sein Experte sie als richtig oder falsch, im ersten Fall verdoppelte sich der Spielstand, andernfalls verfiel er zugunsten der Aktion Sorgenkind. Danach folgten mit aufsteigender Punktzahl der Vorrunde die beiden anderen Kandidaten. Derjenige mit dem höchsten Gewinn durfte als Champion in der nächsten Sendung wiederkommen. Nachdem es in der ersten Folge keinen Sieger gab und Rudi Carrell am Samstag nach der Ausstrahlung in seiner Show Am laufenden Band von der neuen Sendung 3 mal 0 sprach, durfte der Gewinn aus der ersten Runde in jedem Fall behalten werden.
Gewinnsummen
Die Gewinne sahen nach heutigen Maßstäben bescheiden aus, 10.000 Mark erforderten schon mutiges Vorgehen, also hohen Einsatz bei den Risikofragen und sofortiges Einschalten der Meldeleuchte. Die Champions wechselten in der Regel nach zwei bis drei Folgen; Heinrich Trapp stellte beispielsweise 1977 mit seinen sechs Auftritten mit dem Thema Leichtathletik bei den Olympischen Spielen die große Ausnahme dar.

### Elemente der Show
Kandidatenkugeln
Die Kandidaten saßen während der Sendung in futuristisch anmutenden Kugeln, die aus einem orangefarbigen Unterteil bestanden und deren Vorderteil sich zum Besteigen aufklappen ließ. Das Oberteil bestand hinten aus einer feststehenden Glaskuppel, über der eine weitere Kuppel lag. Diese wurden zur dritten Runde über das gesamte Vorderteil gezogen, damit der Kandidat vollkommen abgeschlossen saß. In der Kugel gab es eine Leuchte, um sich bei den Fragen der zweiten Runde melden zu können, sowie einen Monitor.
Multivisionswand
Im Zentrum der Show befand sich eine Multivisionswand: Diaprojektoren beleuchteten in fünf Zeilen à sechs Spalten angeordnete Mattscheiben von hinten. Damit die Bilder gut zur Geltung kamen, hatte man das gesamte Bühnenbild sehr dunkel gehalten. Zu Beginn zeigten die einzelnen Felder den Betrag, den es für die betreffende Frage gab, nach Auswählen ein Bild für die betreffende Frage. Zwischendurch zeigte die Wand auch ein großes Bild, beispielsweise mit den Schriftzügen „Risiko“ bei der Risikofrage.
Wum und Wendelin
Nach der zweiten Runde erfolgte eine Zeichentrickeinspielung mit Interaktion durch Wim Thoelke und der von Loriot erfundenen Zeichentrickfigur Wum, so wie es bereits aus Drei mal Neun bekannt war. Später kamen der Elefant Wendelin und der gelegentlich auftretende Außerirdische „Der blaue Klaus“ als Sidekicks hinzu. Dieser Teil wurde durch den charakteristischen Ruf „Thöööööölke“ Wums eingeleitet und war in der Produktion der teuerste Teil der Sendung.

## Aktion Sorgenkind
Änderung gegenüber Drei mal Neun
Wie Drei mal Neun setzte sich auch Der große Preis für die Aktion Sorgenkind ein. Nun konnte man allerdings nicht mehr einen zu überweisenden Betrag wählen, sondern Lose … bei allen Banken, Sparkassen und Postämtern kaufen; zunächst nur zu jeder Sendung, später auch ein Jahreslos. Waren die Einnahmen schon von der Ursendung der Lotterie Vergißmeinnicht zu Drei mal Neun um ein Mehrfaches gestiegen, so gab es nun nochmals einen gewaltigen Aufschwung.
Ziehung der Gewinner
In der Sendung gab es nach wie vor eine Ziehung, die unverändert Walter Spahrbier leitete. Wim Thoelke stellte ihn nach der ersten Quizrunde vor. Dann folgte ein Einspielfilm, in dem Spahrbier das Glücksrad startete und dieses dann die Gewinnzahlen ermittelte. Anschließend kam ein Ehrengast, der während der Sendung – ohne im Bild zu sein – mit Sichtschutzbrille vor den Augen in eine Lostrommel in Gestalt eines hochkant gestellten Plexiglaswürfels griff, die Lose mit der vom Glücksrad ermittelten Endnummer enthielt. Im Laufe der Sendung erschien dann regelmäßig neben Thoelke seine Assistentin mit einem Klemmbrett, und beide verlasen mit einer Einleitung wie ...und 100.000 Mark haben gewonnen … die Gewinner – vorausgesetzt, das Entziffern der Schrift gelang ihnen. In späteren Sendungen trug Spahrbier immer eine historische Postuniform, die er – sofern die Zeit reichte – auch vorstellte.
Schallplatten
Entsprechend der Vorgängersendung gab es erneut Langspiel-Schallplatten, von denen ein Teil des Erlöses an die Aktion ging, zumeist 2,50 DM bei günstigen 12,50 DM Verkaufspreis. Diese hatten jedoch nicht mehr die Bedeutung von früher, da in der Sendung Musik nicht mehr als eigenständiger Programmpunkt erschien.

## Geänderter Ablauf (zweite Studiodekoration, ab Ausgabe 150)

### Elemente der Show
Multivisionswand
Nachdem die mittlerweile altersschwache Technik Probleme bereitete, wurde ab 1987 eine nicht mehr auf Diaprojektoren, sondern auf Monitoren basierende Wand eingesetzt. Sie leuchtete kräftiger und erlaubte ein neues, nun in hellen Farben gehaltenes Bühnenbild.
Kandidatenplätze
Obwohl die Kandidatenkugeln ein Erkennungsmerkmal der Sendung waren, gab man sie auf. Nun gab es Möbel ohne Plexiglas, wie sie in ähnlicher Form auch in anderen Shows zu finden waren.

### Erste Quizrunde
Die erste Quizrunde unterschied sich nicht in den Spielregeln, sondern nur etwas in der Form. Der Kandidat stand nicht mehr vor einem Mikrofonständer, sondern war mit einem eigenen Funkmikrophon ausgestattet. Die Fragen las Thoelke nicht mehr aus einer Mappe ab, sondern trug sie auswendig vor, was weniger distanziert gegenüber dem Kandidaten wirkte. Und es kam bereits in der ersten Runde die Multivisionswand ins Spiel. Sie unterstützte einige Fragen mit bewegten Bildern.
Da nun keine Assistentin eine Fragenmappe bringen musste, trat sie in der ersten Runde nun nicht mehr in Erscheinung. Thoelke begrüßte stattdessen den Schiedsrichter, der eine wichtigere Position als bisher erhielt und häufiger angesprochen wurde. Er war neben der Assistentin auch das einzige Teammitglied im Studio; die Multivisionswand wurde von der Regie aus bedient, und es gab auch keine Protokollführerin mehr. Die Experten traten nun noch nicht in Erscheinung, während sie bisher schon mit den zugehörigen Kandidaten in der ersten Runde vorgestellt wurden.

### Ziehung der Glückszahl
Zwischen der ersten und zweiten Runde lag nun ein Musikbeitrag, gefolgt von der Vorstellung der Assistentin und einem Hinweis, dass das ZDF auf Anfrage eine Bücherliste über die Themen der drei Kandidaten versenden würde. Dann kam wie gewohnt die Ziehung der Lose.

### Zweite Quizrunde
Die zweite Runde brachte einige Änderungen mit sich. Alle Fragen standen mehr oder weniger im Zusammenhang mit einer geographischen Region, die zuvor genannt wurde. Die Fragenfelder an der Wand waren nur noch mit einem Buchstaben gekennzeichnet, der zu nennen war. Bei 20 Fragen hatte man einige Buchstaben des Alphabets ausgelassen, das Fragezeichen gab es aber nach wie vor. Im Unterschied zu früher wurden jedoch nicht alle Fragen gestellt, sondern die Runde zu einem bestimmten Zeitpunkt mit der Schnellraterunde abgebrochen. Dies war notwendig geworden, weil mit der neuen Dekoration Der große Preis nun live gesendet wurde, er aber dennoch nicht überziehen durfte. Es blieben gewöhnlich etwa drei Fragen übrig.
Risikofrage, Glücksfrage und Joker
Risiko- und Glücksfrage sowie der Joker funktionierten unverändert, es gab lediglich keine Studioverdunkelung bei der Risikofrage mehr.
Meinung
Neu war die Meinungsumfrage. Der Kandidat musste schätzen, ob die Mehrheit zu einer Frage mit Ja oder Nein geantwortet hatte.
Schnellraterunde
Ähnlich wie bei der Risikofrage leiteten Schriftzüge auf der Monitorwand auch die Schnellraterunde ein. Mit dieser Runde endete die zweite Quizrunde. Thoelke positionierte sich näher zu den Kandidaten und stellte neun Fragen zu den Ereignissen der letzten vier Wochen. Ein Zufallsgenerator wählte jeden Kandidaten dreimal aus, der die Frage sofort beantworteten musste. Für die richtige Antwort gab es 200 DM, eine falsche Antwort blieb folgenlos.

### Dritte Quizrunde
Die dritte Quizrunde lief nach unveränderten Regeln ab, allerdings durfte ein Kandidat nur noch dreimal und nicht mehr beliebig oft dabei sein. Die Kandidaten saßen aber nun nicht mehr durch Plexiglas von der Außenwelt abgeschirmt, sondern ganz normal in ihren Möbeln. Der Experte wurde nun von Thoelke vorgestellt, wobei Thoelke nicht mehr mit ihnen über das Thema sprach, wenn die Zeit drängte. Zum Abschluss gab es wie gewohnt einen Koffer mit Fachliteratur.

## Erfolg
Sehbeteiligung
Die Sehbeteiligung der Sendung war mit anfangs bis zu 61 % höher als die der anderen zu dieser Zeit populären Unterhaltungssendungen, wie etwa Dalli Dalli. Erst ab den 1980er-Jahren sank die Zuschauerquote kontinuierlich, von 41 % im Jahr 1983 bis auf 23 % im Jahr 1991. Allerdings verstärkte sich in diesen Jahren die Konkurrenz der kommerziellen Sender, so dass die genannten Zahlen zu relativieren sind.
Lotterieeinnahmen
Die Lotterie-Einnahmen blieben während der gesamten Laufzeit mit Wim Thoelke hoch. Sie erreichten 1991 den Rekordwert von 218 Mio. DM und damit einen monatlichen Durchschnitt von 18,2 Mio. DM, was für eine seit 17 Jahren laufende Sendung sensationell erschien.

## Lizenz
Rischia tutto
Erst am Ende der Ära bemerkte Wim Thoelke, dass das ZDF für jede Ausgabe Der große Preis 11.000 DM an eine Frau in Starnberg auf ein Schweizer Nummernkonto überwies. Einen Vertrag fand Thoelke in den Produktionsunterlagen aber nicht, und Einzelheiten über die Vereinbarung konnte er nicht in Erfahrung bringen.
Die Frau gab vor, die Interessen des Italieners Mike Bongiorno zu vertreten. Von diesem stammte Rischia tutto (ital. für „Riskiere alles“; 1970–74), was auch als Wer gwünnt? (1973–77) mit Mäni Weber in der Schweiz sehr erfolgreich lief. Allerdings beschränkten sich die Gemeinsamkeiten der ZDF-Show mit Rischia tutto auf die Multivisionswand; die Spielregeln des Originals waren zu sehr auf die mediterrane Kultur abgestimmt und wurden weitreichend geändert.
Moderatorenwechsel
Als Thoelke sein Ausscheiden bekanntgab, war er überrascht, dass sich kein Lizenzgeber bei ihm meldete. Er kannte es nämlich so, dass Lizenzgeber ein Interesse am erfolgreichen Fortsetzen einer Sendereihe haben und deswegen Änderungen besprechen, um sie gegebenenfalls abzulehnen.
Wiederholungen
Die Wiederholung der ersten Ausgabe im Rahmen von „Klassiker der Fernsehunterhaltung“ bei 3sat im September 1994 hatte jedoch 5.000 DM Lizenzforderungen zur Folge, die ein Rechtsanwalt im Auftrag der Dame aus Starnberg stellte. Dies war dem Redakteur Gerd Hillen aber zu viel, woraufhin keine weiteren Ausgaben mehr folgten.

## Nachfolge
Thoelkes Ideen

Wim Thoelke hatte schon seit langem beschlossen, mit 65 Jahren als Showmaster aufzuhören (siehe Wim Thoelke) und dies rechtzeitig angekündigt, damit die Sendung und damit auch die Aktion Sorgenkind nahtlos fortgesetzt werden konnte. Im kleinen Kreis schlug er zwei geeignete Kollegen vor und bot sechs Monate kostenlose Beratung an, stieß aber sowohl bei Unterhaltungschef Wolfgang Neumann als auch beim Intendanten Dieter Stolte auf taube Ohren. Thoelke beschrieb Neumann als „Blinder unter den Blinden“, der bei der Nachfolgefrage „unkontrolliert seine persönliche Begabung entfalten“ könnte, „aus nahezu allem, was er anfasste, einen Flop zu machen“. Dabei bliebe er „unbelehrbar und lehnte jeden kollegialen Rat ab“. Über den Intendanten äußert er sich: 
Dieter Stolte ist ein guter Medienpolitiker. Ihm fehlt aber nach meiner Überzeugung das Fingerchen für die Führung eines multikulturellen Unternehmens in unserer schwierigen Zeit. Dazu braucht man die ehrliche Bereitschaft zum Teamwork, das Vermögen, die Leistung anderer aufrichtig anzuerkennen, und eine gewisse Größe. Ethik darf nicht durch Eitelkeit ersetzt werden.
In Thoelkes Augen sollte jemand Nachfolger sein, der jung genug war, um die nächsten zehn Jahre übernehmen zu können, und jemand, der sich den Spielregeln unterordnen konnte, was einige Gedächtnisleistungen erforderte. Wolfgang Lippert war einmal kurzfristig für eine Folge eingesprungen, als sich Thoelke von einer Herzoperation erholen musste, und hatte dabei mit einigen Fehlern deutlich aufgezeigt, dass Der Große Preis auch für einen erfahrenen Moderator einige Ansprüche an die Präsentation stellt. Der gerade sehr populäre Frank Elstner wäre bereit gewesen, die Moderation zu übernehmen. Er zeigte später mit der Moderation von Jeopardy!, wie gut er mit Quizshows umgehen konnte. Neben Elstner und Lippert war noch Sabine Sauer in der öffentlichen Diskussion.
Hans-Joachim Kulenkampff
Der Unterhaltungschef verfolgte jedoch einen anderen Plan: Er engagierte den sechs Jahre älteren Hans-Joachim Kulenkampff für 60.000 DM pro Ausgabe, obwohl Wim Thoelke nur die Hälfte davon bekommen hatte. Und das ZDF gab exorbitante Summen für eine neue Dekoration aus, obwohl bisher selbst die geringste Ausgabe eine überzeugende Begründung verlangte. Da Kulenkampff die Hauptrolle in der achtteiligen Fernsehserie Die große Freiheit für RTL hatte, sollte Der Große Preis nun in Hamburg stattfinden. Man gab nicht nur ein Bühnenbild, sondern eine komplette Studioeinrichtung inklusive Zuschauertribüne mit den Sitzplätzen in Auftrag. Da die Hamburger Studios überbelegt waren, transportierte man die gesamte Einrichtung nach Berlin und passte sie an die kleineren Abmessungen des dortigen Studios an. Die bisherige Dekoration blieb dabei unberührt im Lager stehen. Anschließend transportierte man alles wieder nach Hamburg und baute es auf den Urzustand um, da die Sendung schließlich doch von dort kam.
Unter Fachleuten war von vornherein unstrittig, dass Kulenkampff andere Fähigkeiten besaß, als sie diese Art von Quizshow verlangte. Ihm lag es nämlich nicht, sich kurzzufassen und sich den Spielregeln unterzuordnen. Damit Der große Preis unter diesen Umständen überhaupt stattfinden konnte, verlegte man den Sendetermin auf den Samstag. Hier konnte man das von Kulenkampff gewohnte Überziehen ermöglichen, während Unterhaltungsshows in der Woche pünktlich enden mussten. Die Sendezeit wurde um 15 min verlängert. Diese Verlängerung nahm der Show die Spannung, denn für den Samstagabend war Der große Preis weder erfunden worden noch geeignet. Zu diesem Sendetermin erwartete der Zuschauer immer schon eine aufwendigere Show; hinzu kam, dass das Privatfernsehen gerade Fuß zu fassen versuchte und dabei auch das Prestigeobjekt Samstagabend-Show im Auge hatte. Alles zusammen führte zu geringen Zuschauerzahlen, woraufhin Kulenkampff bereits nach sechs Ausgaben aufgab.
Carolin Reiber
Auf Kulenkampff folgte Carolin Reiber, die noch keine Erfahrungen mit Quizsendungen hatte. Sie war vor allem durch die Präsentation von volkstümlichen Musiksendungen bekannt und dadurch wenig beliebt beim jungen Publikum, das Der große Preis aber bevorzugt gebraucht hätte, um seine Einschaltquote zu verbessern. Sie präsentierte sechs Sendungen, bis das ZDF die Show Ende 1993 einstellte.
Nachfolgesendungen
Alle Nachfolgesendungen, welche auch die Förderung der Aktion Sorgenkind zum Ziel hatten, scheiterten an der Zuschauerakzeptanz. Direkter Nachfolger war von Januar 1994 bis Sommer 1995 die von Kurt Felix mitentwickelte Sendung Goldmillion (19 Ausgaben mit Wolfgang Lippert, eine vertretungsweise mit Günther Jauch), die nach verheißungsvollem Beginn aufgrund konzeptioneller Schwächen und ständigen Änderungen rasch an Zuspruch verlor. Auf nur fünf Folgen brachte anschließend Elke Schneiderbanger mit der Sendung Wunder-Bar (Ende 1995), die vom Publikum nahezu ignoriert wurde. Etwas besser wurde es mit Das große Los (40 Folgen mit Dieter Thomas Heck von 1996 bis 2000). Als danach die Sendung Jede Sekunde zählt, moderiert von Andrea Kiewel, nach kurzer Zeit scheiterte, versuchte das ZDF eine Wiederbelebung von Der Große Preis mit geändertem Konzept, präsentiert von Marco Schreyl in den Jahren 2002 und 2003. Anschließend gab es keine eigenen Sendungen für die Aktion Sorgenkind (ab 2000 umbenannt in Aktion Mensch) mehr, und die wöchentlichen Lotterie-Gewinner werden seitdem in kurzen Einspielern während des laufenden Programms bekanntgegeben.

## Belege
1. ↑  Landrat und Quizkönig lädt zum 60. Geburtstag ein (Seite nicht mehr abrufbar, festgestellt im Dezember 2023. Suche in Webarchiven)  Info: Der Link wurde automatisch als defekt markiert. Bitte prüfe den Link gemäß Anleitung und entferne dann diesen Hinweis.
2. ↑  Play SRF: Wer gwünnt?
3. 1 2  Stars, Kollegen und Ganoven, Kapitel 22: Kompetenzmangel